# フィンガー5コンプリートCDBOX
『フィンガー5 コンプリート CD BOX』（フィンガーファイブ コンプリート シーディーボックス、FINGER5 COMPLETE CD BOX）は、日本のアイドルグループ・フィンガー5の全音源190曲を収録した9枚組CD-BOX。
2002年3月、ファンの呼びかけにより、フィンガー5の全音源復刻盤実現に向けて活動開始。ウルトラ・ヴァイヴから、同年11月商品化決定。翌2003年2月8日に発売2007年8月25日と2018年12月19日に再発売された。

## 概要

### ファン提案の企画
2002年（平成14年）3月、フィンガー5のファンサイト主催で行われたファンの集いの際に、ファンの提案により「フィンガー5の全音源復刻」のための署名を集める活動が始まる。
集まった署名は高護率いるレコード会社ウルトラ・ヴァイヴへ持ち込まれ、CD-BOX製作の企画を要望するが、「完全受注生産という形で2か月間で500セットの受注を達成できたら商品化」という条件が出された。「ウルトラ・ヴァイヴ」社側はチラシ作成以外は基本的に宣伝活動せず、全ては企画を持ち込んだファンによる宣伝能力にゆだねられることになった。
結果として、期限までにわずかながら規定数に届かなかったものの、残りは大手CD店に取り扱ってもらえることとなり、ウルトラ・ヴァイヴから商品化された。その後、2007年（平成19年）8月25日、ウルトラ・ヴァイヴのソリッドレコードレーベルから再発売されている。

### ファンによるブックレット
ブックレットにおける掲載物についてもその大半はファンの有志が関わっている。掲載されたレコードジャケット、グッズ類はすべてファン所有のもの。既存のレコードの歌詞カードでは少なからず歌詞の間違い等が見られたため、ファンが正確に訂正して入力。フィンガー5ヒストリーや190曲に及ぶ各楽曲の解説も、専門のライターではなくファンが手がけている。コラムについては、ファンだけでなく著名人も寄稿しており、ブックレットの巻頭は小西康陽が執筆した。
CD9枚とブックレット、歌詞カードは縦長の紙製ケースに収納され、各CDは当時のレコードジャケットのデザインを復刻した紙ジャケに収められている。CD盤も各盤の収録曲に合わせてその当時の写真を使用したピクチャーレーベル。紙ジャケのアイディアも、ファンからの提案による。

## 収録曲
| 1. ハレルヤ・デイ 2. 帰ってほしいの 3. 小さな経験 4. 愛はどこへ 5. オキナワへ帰ろう 6. 涙の天使 7. 個人授業 8. 恋の研究 9. バラの少女 10. 気になる女のコ 11. ベンのテーマ 12. 歓びの世界 13. 学園天国 14. ワン・バッド・アップル 15. 恋したの! 16. ヤング・ラブ 17. 恋人募集中 18. 恋のダイヤル6700 19. ゴー・アウェイ・リトル・ガール 20. 朝がねむいよ 21. 世界地図は君の家までの道 22. シング 23. 同級生 24. ステッピン・ストーン 25. オカムラ・ジュニア・デスク 26. ゼリシャン （永谷園のゼリー） 27. ナショナル・スナッピー 28. 恋のダイヤル6700 29. 愛よいそげ （恋の研究 demo） | 1. 上級生 2. 恋の大予言 3. おませなデート 4. 地獄の天使 5. 光男と妙子の風船旅行 6. 恋のアメリカン・フットボール 7. 魔女の叫び 8. 小さな小さな夢 9. 仔犬のチコ 10. 白いパーティー・ドレス 11. シンディ-思い出をありがとう 12. ショーが終わって 13. 名犬ラッシー 14. ラブトレイン・スペシャル 15. 雨の日の電話 16. 愛のインスピレーション 17. ママはセクシー 18. あの頃の二人 19. 華麗なうわさ 20. 悲しみの十字路 21. 私の彼は15年上 22. ひまわり 23. 素直になれない私 24. 帰ろうラッシー 25. 恋の大予言（別ボーカルヴァージョン） 26. 恋のアメリカンフットボール（別ヴァージョン） |

| 1. 初めてのクラス会 （ソロ：正男） 2. フィンガー5のテーマ 3. マッハ・バロン 4. 星の子チョビン 5. 聖しこの夜 6. 赤鼻のトナカイ 7. ジングル・ベル 8. ホワイト・クリスマス （White Christmas） 9. バンプ天国 10. フィンガー5スペシャル （ソロ：正男） 11. いつになったら 12. この胸のときめきを 13. 窓辺のデート 14. あなた 15. 恋のハートビート 16. イエスタデイ・ワンス・モア 17. サインはウィッシュ 18. 銀の十字架 19. 君は僕の悩み 20. デイゴの少女 21. ロック天国 22. 悲しきクラス替え 23. つばさがあれば 24. 思い出して! 25. チビッコ大作戦 | 1. オープニング～ワン・ファイン・デイ 2. クレイジー・ホース 3. 悪魔とドライブ 4. 天使のささやき 5. グッド・ナイト・ベイブ （おやすみなさい） 6. アイム・ゴナ・メイク・ユー・ラブ・ミー 7. マイ・ガール 8. ストップ・イン・ザ・ネイム・オブ・ラブ 9. ビー・マイ・ベイビー 10. ぼくらのパパは空手の先生 11. 蛍の光～エンディング 12. 妙子の部屋 13. 晃の部屋 14. 正男の部屋 15. 光男の部屋 16. 一夫の部屋 17. でんでん虫のでん子さん 18. 赤いキッス （demo） 19. 喜びの世界 （英語ヴァージョン・demo） 20. 気になる女の子 （英語ヴァージョン・demo） 21. Fall in Love Agein (demo) 22. 東京での恋（demo） 23. でんでん虫のでん子さん（demo） 24. ビーチボーイのボロ車（demo） 25. 赤いキッス（demo） |

| 1. ジェット・マシーン 2. ラヴァーズ・コーストの夏 3. サマー・ラヴ 4. タコス・ショップのウエイトレス 5. ハイウェー・パトロール103 6. 帰ってくるよ 7. 魔神バロン 8. リサ 9. 落葉のほほえみ 10. 最後の折紙 11. 恋しているの 12. おねえちゃん大好き 13. ぼくらのパパは空手の先生 14. 飛べ!すてきなベイビー 15. 101人ガールフレンド 16. くたばれジャイアンツ 17. 僕だけのプリンセス （ソロ：晃） 18. 銀の十字架 （ソロ：晃） | 1. オープニング～メンバー紹介 2. 恋のダイヤル6700 （演奏のみ） 3. ビューティフル・サンデー 4. およげ!たいやきくん 5. ロッキン・ロビン 6. 愛のフィーリング 7. 魔神バロン 8. ワールド・オブ・サンシャイン 9. ジェット・マシーン 10. エンディング 聖者の行進 11. オープニング （闘牛シーン） 12. ハイウェー・パトロール103 13. ダンシング・シューズ 14. タコス・ショップのウエイトレス 15. 101人ガールフレンド 16. 飛べ!すてきなベイビー 17. 大さわぎ 18. エンディング 恋のダイヤル6700 （演奏のみ） 19. フィンガー5の旅の一日 |

| 1. スーパーカーブギ 2. ジルバー一晩中 3. ボクのスケートボードガール 4. ママとパパのロックンロール 5. ムーンライト・スキャンダル 6. ぼくは眠れない 7. 恋の魔法使い 8. いい娘じゃないから君が好き 9. 二人の夕やけ 10. スウィート・アイランド 11. モンローウォークのお嬢さん 12. バブルガム リリィ 13. 恋のラッキー・ストライク 14. ディスコ・レディとファースト・キッス 15. メリー・ジェーン 16. 恋のポニー・エキスプレス 17. やきもちボーイ 18. クレイジー・ラブ 19. 悩ませないで 20. 恋人よ 21. 大騒ぎ （スタジオ・ヴァージョン） | - 「ベイビー・ブラザーズ」名義 1. キディ・キディ・ラブ 2. 東京での恋 3. 悲しみの再会 4. 夜明けに歌う子守歌 （ベイビー・ブラザースwith 仲宗根美樹） 5. 僕たちの秘密 6. 空よ 7. 私の恋人さん 8. 自由な世界 9. 白い天使 10. ドント・プカプカ （ベイビー・ブラザースwith 仲宗根美樹） 11. ジングル・ベル 12. 赤はなのトナカイ |

### Disc 9
- 「ザ・フィンガーズ」、「ZAPP」、「AM FINGERS」名義

1. CRAZY TOWN CRAZY NIGHT
2. 気まぐれ
3. Goodbye Memory
4. ダンディー
5. BAND BOY
6. AQUARIUS-LET THE SUNSHINE IN
7. 恋のゴールデン・ソウル （日本語）
8. 恋のゴールデン・ソウル （英語）
9. インディアナへ帰ろう
10. レッツ・ゴー・トゥ・ザ・ルナ・パーク
11. STEPPING OUT～ライバルに差をつけろ～
12. ミラーボールの少女
13. CELiA～セリア、今なら君を～
14. 囁きはトリル
15. CELIA （Re-Mix）
16. キンピカ
17. STEPPING OUT （Re-Mix）

## 関連事項
- ウルトラ・ヴァイヴ
- ファンダム